# Yánnis Kondós
Yánnis Kondós  (Γιάννης Κοντός), como é conhecido Yánnis Kiouránis Kondós, (1943, Egion, Peloponeso - 1994), é um poeta grego, embora graduado em ciências econômicas. Viveu grande parte da infância em várias cidades gregas. Instalou-se em Atenas com a idade de 17 anos e se considera um ateniense. Abriu e teve uma livraria bem-sucedida antes de ir trabalhar na editora chamada "Kedros editores", onde trabalhou durante vinte e cinco anos como revisor. Durante este tempo, também tinha seu próprio programa de rádio em uma rede nacional da Grécia, sendo um colaborador regular com artigos sobre arte, literatura e teatro para jornais e revistas e, nos últimos anos, sendo professor de literatura na na Escola de Drama Kostas Kazakos. É um autor premiado e traduzido para várias línguas européias. Conforme José Paulo Paes, o poeta viveu no Brasil e estudou economia na USP. Faleceu em 3 de setembro de 1994.